# José Climent Barber
José Climent Barber (Oliva, Valencia; 28 de agosto de 1927-15 de febrero de 2017) fue un sacerdote, organista, director, compositor y musicólogo español.
Fue académico correspondiente de la Real Academia de Bellas Artes de San Carlos de Valencia, de la Real Academia Catalana de Bellas Artes de San Jorge de Barcelona y académico de número de la Real Academia de Cultura Valenciana, de cuyo himno es coautor. Fue galardonado con varios premios extraordinarios en los Juegos Florales de Lo Rat Penat y el Ayuntamiento de Valencia le nombró hijo adoptivo de la ciudad en 2010.

## Publicaciones
- La Catedral de Valencia: devenir musical en el siglo XX. Valencia: Real Acadèmia de Cultura Valenciana-Sección de Musicología, 2005. ISBN 84-96068-67-6
- Orguens i organistes catedralicis de la Valencia del Sigle XIX. Valencia: Lo Rat Penat, 2002. ISBN 84-89069-77-8
- La Escolanía de Nuestra Señora de los Desamparados. Valencia: Diputación provincial, 1999. ISBN 84-7795-214-0
- Villancico barroco valencia Valencia: Generalidad Valenciana, 1997. ISBN 84-482-1504-4
- El Cançoner de Gandia. Estudi, versió i transcripció. Valencia: Generalidad Valenciana - Consejería de Cultura, Educación y Ciencia, 1996. ISBN 84-482-1172-3
- El Cançoner musical d'Ontinyent; transcripció i estudi. Onteniente: Ayuntamiento de Onteniente y Consejo Valenciano de Cultura, 1996. ISBN 84-482-1252-5
- La coral infantil "Juan Bautista Comes". Valencia: Ayuntamiento de Valencia, 1996
- Fons musicals de la Regió Valenciana I: Catedral metropolitana de València. Valencia: Institución Alfonso el Magnánimo, 1979
- Cancionero diocesano. Valencia: Imp. Nàcher, 1959. Cantos en latín y castellano
- Finisinitium. Valencia: Ed. PILES,[6] 1998. Poema sinfónico coral a tres voces blancas y orquesta